# The Water of Life Project
The Water of Life Project je ruska ženska grupa. Grupu čine Sofija Fisenko, Saša Abremejcava, Madona Abramova i Kristina Abramova. Sama grupa će predstavljati Rusiju na izboru za Dečju pesmu Evrovizije 2016.

## Članice benda
Sofija Fisenko (13. jun 2002)
Sofija Fisenko (rus. Софья Фисенко) je rođena u gradu Novomoskovsku, u Tulskoj oblasti Rusije. Ona je glavni vokal ove grupe. Pobednica je ruskog nacionalnog finala za Dečju pesmu Evrovizije 2016, a na istom takmičenju je 2013. osvojila treće mesto.
Saša Abremejcava (9. septembar 2003)
Aleksandra Abremejcava (rus. Александра Абрамейцева), poznatija kao Saša Abremejcava (rus. Саша Абрамейцева) je rođena 9. septembra 2003. Učestvovala je na mnogim međunarodnim takmičenjima, a njene originalne pesme mogu se čuti na ruskoj nacionalnoj televiziji.
Madona Abramova (2005) i Kristina Abramova (2003)
Kristina i Madona Abramov (rus. Кристина и Мадонна Абрамовы) sestre su iz Jekaterinburga. Obe se bave muzikom i idu u muzičku školu od pete godine.

## Spoljašnje veze
- na vebsajtu DPE (engleski jezik)